# 로라 (모델)
로라(일본어: ローラ, 영어: Rola, 1990년 3월 30일 ~ )는 일본 출생 방글라데시의 모델, 배우, 가수이다.

## 작품 목록
- 레지던트 이블: 파멸의 날